# Club Guaraní
Club Guaraní – paragwajski klub piłkarski z siedzibą w sąsiedztwie Dos Bocas w zespole miejskim Asunción, założonym w roku 1903.

## Historia
Club Guaraní jest drugim najstarszym klubem piłkarskim w Paragwaju. Założony został w roku 1903 pod nazwą "Football Club Guarani", a pierwszym prezydentem był Juan Patri. Nazwa klubu wywodzi się od plemienia
Guaraní, którego kultura i historia stanowi istotę Paragwaju. Kolory klubu, czarne i żółte, zaproponowane zostały przez braci Melina (którzy należeli do grupy założycieli klubu). Inspiracją dla wyboru takich barw były kolory używane przez urugwajski Peñarol, gdzie bracia Melina grali przez kilka lat. Wspomniane barwy używane były również przez angielskiego kapra Francisa Drake'a, na jego herbie i tarczy, co było drugim powodem do użycia takich barw.
Guaraní jest w Paragwaju klubem o wielkich tradycjach, mającym na swym koncie 9 tytułów mistrza kraju. Złotą erą klubu były lata 60. XX wieku, kiedy to klub posiadał znakomitą drużynę, zdobył trzy tytuły mistrzowskie oraz dotarł aż do półfinału Copa Libertadores w roku 1966.
Wraz z klubem Olimpia Guaraní rozgrywa "clásico añejo", najstarsze derby w Paragwaju, gdyż oba zespoły są najstarszymi klubami w kraju. Oba kluby są jedynymi, które od początku grają w pierwszej lidze i nie zaznały jeszcze goryczy spadku do drugiej ligi.

### Trenerzy
| Trenerzy od początku istnienia klubu do czasów obecnych | Trenerzy od początku istnienia klubu do czasów obecnych | Trenerzy od początku istnienia klubu do czasów obecnych |
| --- | --- | ------------------------------------------------------- |
| - Salvador Melián (1906) - Manuel Bella (1907) - Atilio López (1921–23) - Fulgencio Romaro (1949) - Ondino Viera (1964–65) - Julio César Britos (1966) - José María Rodríguez (1967–70) - Sylvio Pirillo (1971) - Cayetano Ré (1984) - Juan Romero (1985) - Oscar Paulín (1987) - Julio Comesaña (1988) - Oscar Paulín (1989) - Oscar Malbernat (1993) - Ever Hugo Almeida (1996) - Luis Cubilla (1997) - Rolando Chilavert (1999) - Cayetano Ré (2000) - Aníbal Ruiz (2000–01) - Gustavo Costas (2001–03) | - Carlos Diarte (2003) - Juan Amador Sánchez (2005) - Alberto Jose Fanesi (1 sty 2006 – 1 sty 2007) - Roberto Rojas (2007) - Félix Darío León (lut 2008 – 20 sie 2011) - Beto Almeida (23 sie 2011 – 29 lis 2011) - James Freitas (tymczas.) (2011) - Pablo Caballero (20 gru 2011 – 9 lip 2012) - Diego Alonso (12 lip 2012 – 18 cze 2013) - Fernando Jubero (tymczas.) (2013) - Gustavo Díaz (3 lip 2013 – 6 sie 2013) - Fernando Jubero (tymczas.) (7 sie 2013 – 10 gru 2015) - Fabricio Bassa (16 gru 2015 – 23 lut 2016) - Francisco Arce (23 lut 2016 – 3 sie 2016) - Daniel Garnero (6 sie 2016 – 7 gru 2017) - Sebastián Saja (8 gru 2017 – 26 mar 2018) - Fernando Burgo (tymczas.) (3 kwi 2018 – 30 maj 2018) - Juan Manuel Azconzábal (31 maj 2018 – 9 paź 2018) - Gustavo Florentín (10 paź 2018 – 29 maj 2019) - Gustavo Costas (6 cze 2019 – ) |                                                         |

## Osiągnięcia
- Mistrz Paragwaju (11): 1906, 1907, 1921, 1923, 1949, 1964, 1967, 1969, 1984, 2010 A, 2016 C
- Półfinalista Copa Libertadores: 1966